# Giovanni Bottiroli
Giovanni Bottiroli (Novi Ligure, 24 giugno 1951) è un filosofo italiano.

## Biografia
Professore ordinario di Teoria della letteratura all'Università di Bergamo, ha insegnato Retorica e Narrazione, Teoria dell’interpretazione, Estetica. Inoltre, è docente all’IRPA (Istituto di Ricerca di Psicoanalisi applicata), diretto da Massimo Recalcati.
È direttore della rivista “Comparatismi" (rivista della Consulta del SSD “Critica letteraria e Letterature Comparate”). Dal 2015 è Presidente della Consulta di questo settore.
Fa parte del Comitato Scientifico di “Enthymema” e di “Symbolon”, e della Direzione di “L’immagine Riflessa”. Collabora alla rivista “Segnocinema”.

## Pensiero

### Una filosofia della flessibilità
Giovanni Bottiroli ha elaborato una nuova prospettiva filosofica che si ispira alla nozione di “flessibilità”, e che egli ha indicato con diverse espressioni: ragione flessibile, pensiero della Metis, pensiero strategico.
Questa prospettiva viene esposta nella forma più ampia e sistematica in La ragione flessibile (2013) e La prova non-ontologica (2020).

### Dalla filosofia alla letteratura (come modo di pensare)
In Teoria dello stile la letteratura viene intesa come modo di pensare e ad essere privilegiato è il suo legame con la filosofia. Il legame – non privo di conflittualità – tra letteratura e filosofia richiede di essere analizzato mediante il concetto di stile, inteso sia come invenzione linguistica sia come “stile di pensiero”. Esemplare, da questo punto di vista, è l’analisi della “Lettera rubata” di Poe, proposta da Lacan negli Scritti (1966).

### La teoria della letteratura
In Che cos'è la teoria della letteratura. Fondamenti e problemi, la teoria della letteratura viene intesa come una disciplina ibrida che deve attingere alle teorie del linguaggio, alle teorie del desiderio e alle teorie dell’interpretazione, ispirandosi principalmente a tre fonti: Saussure, Freud, Heidegger.

### L'interpretazione dei testi comeconflictual reading
L’interpretazione del testo è intesa come un conflictual reading capace di lasciare emergere la pluralità degli stili, il problema dell’identità del soggetto e le dinamiche del desiderio. Il suo orizzonte sono le estetiche conflittuali, a cui – in prospettive assai diverse – hanno contribuito Nietzsche e Heidegger, Freud e Lacan, ma anche Bachtin. Le riflessioni su questo tema sono confluite in diversi articoli tra cui Il desiderio “effrayant” di Julien Sorel. Un “conflictual reading” per un romanzo di formazione in “Enthymema”, 21, 2018.

## Opere

### Libri
- 1975 Parodia Milano: Scheiwiller (con prefazione di Cesare Segre)
- 1980 La contraddizione e la differenza. Il materialismo dialettico e la semiotica di Julia Kristeva, Giappichelli, Torino
- 1987 Interpretazione e strategia, Guerini e associati, Milano
- 1987 Retorica della creatività. Per l'interpretazione e la produzione di testi, Paravia, Torino
- 1990 Figure di pensiero. La svolta retorica in filosofia, Paravia, Torino
- 1993 Retorica. L'intelligenza figurale nell'arte e nella filosofia, Bollati Boringhieri, Torino
- 1995 Il reggicalze. Come l'abbigliamento diventò seduzione, Gribaudo, Torino
- 1997 Teoria dello stile, La nuova Italia, Firenze
- 2001 Problemi del personaggio (curatela), Bergamo University Press, Bergamo
- 2002 Jacques Lacan. Arte linguaggio desiderio, Bergamo University Press, Bergamo
- 2005 Le incertezze del desiderio. Scritti brevi su strategia e seduzione, Ecig, Genova
- 2006 Che cos'è la teoria della letteratura. Fondamenti e problemi, Einaudi, Torino
- 2013 La ragione flessibile. Modi d'essere e stili di pensiero, Bollati Boringhieri, Torino
- 2020 La prova non-ontologica. Per una teoria del Nulla e del “non”, Mimesis, Milano-Udine

### Voci di Enciclopedia
- Enciclopedia Einaudi: Eros (1978), Piacere (1980), Pulsione (1980), Soma/Psiche (1981) (quest’articolo in collaborazione con Guido Ferraro).
- Enciclopedia Treccani: Letteratura e psicoanalisi, in Appendice 2000
- Manuale di letteratura italiana. Storia per generi e problemi (diretta da Franco Brioschi e Costanzo Di Girolamo): Il pensiero filosofico e scientifico e La prosa della filosofia e della scienza, vol. IV, 1996 (pp. 21-58 e 945-974)
- Letteratura europea (a cura di P. Boitani e M. Fusillo): Letteratura e psicoanalisi, vol. 5, pp. 399-417, UTET, Torino 2014

### Articoli di filosofia e di teoria della letteratura (una selezione)
- 1990 Bachtin, la parodia del possibile, in "Strumenti critici", 63, pp. 147-66
- 1994 Il comico inesistente. I regimi figurali nell’opera di Calvino in “Calvino e il comico” (a cura di L. Clerici e B. Falcetto), Marcos Y Marcos
- 1996 Sinistra come "bêtise". Il problema degli attriti nel "Dono” di Nabokov in "Strumenti critici” 80, 1996
- 2001 Il comico delle articolazioni, in Barbieri – Bottiroli – Perissinotto “Il Comico: approcci semiotici”, Documenti di lavoro 303-304-305, Centro Internazionale di Semiotica e Linguistica, Urbino 2001, pp. 27-39
- 2002 Introduzione a Flaubert, L’educazione sentimentale, Einaudi, Torino, pp. V-XXI
- 2003 Un sogno di Raskolnikov, in “Nel paese dei sogni” (a cura di V. Pietrantonio e F. Vittorini), Le Monnier, Firenze 2003, pp. 70-84
- 2004 La logica del diviso in "William Wilson" in Fantastico Poe (a cura di R. Cagliero, Ombre Corte, Verona)
- 2007 Non sorvegliati e impuniti. Sulla funzione sociale dell’indisciplina, in Forme contemporanee del totalitarismo (a cura di Massimo Recalcati), Bollati Boringhieri, Torino
- 2007 Metaphors and Modal Mixtures in Metaphors (a cura di Stefano Arduini), Edizioni di Storia e Letteratura, Roma
- 2008 L’identità modale nei romanzi di Kafka. Descrizione di un progetto di ricerca in “Cultura tedesca”, 35
- 2009 In principio era la bêtise, in Soggettivazione e destino. Saggi intorno al ‘Flaubert’ di Sartre (a cura di G. Farina e R. Kirchmayr), Bruno Mondadori, Milano
- 2010 Ibridare, problema per artisti. Alcune tesi, in “Enthymema”,  n.1, pp. 154-163
- 2011 Dalle somiglianze alle differenze di famiglia, in L’immagine riflessa, n.1-2, pp. 181-2
- 2012 L’inganno del cortile centrale. Interpretazione della “Phèdre” come testo diviso, in Ermeneutica letteraria, VIII
- 2015 Introduzione a “La conversazione infinita” di M. Blanchot, Einaudi, Torino
- 2015 Lost in styles. Perché nel cognitivismo non c’è abbastanza intelligenza per capire l’intelligenza figurale, in “Lo sguardo”, 17 pp.153-193
- 2015 Il perturbante è l’identità divisa. Un’interpretazione di “Der Sandmann” in Enthymema, 12, pp. 205-229
- 2016 The possibility of not coinciding with oneself: a reading of Heidegger as a modal thinker, in The Italian Psychoanalytic Annual, 2016/10, pp. 133-149, Cortina Editore
- 2016 Le parole uccidono le cose oppure altre parole? Il linguaggio come perdita e come articolazione agonistica in Per Enza Biagini (a cura di A. Brettoni, E. Pellegrini, S. Piazzesi, D. Salvadori), Firenze University Press, Firenze
- 2016 Liberatore e incatenato: le aporie di Dioniso (e del dionisiaco) da Euripide a Nietzsche in Enthymema, XIV, pp. 51-81
- 2018 Return to literature. A manifesto in favour of theory and against methodologically reactionary studies (cultural studies etc.) in “Comparatismi”, 3, pp. 1-37
- 2018 What is alive and what is dead in Jakobson. From codes to styles in Roman Jakobson, linguistica e poetica (a cura di E. Esposito, S. Sini e M. Castagneto), Ledizioni, Milano 2018, pp. 213-220
- 2018 Il desiderio “effrayant” di Julien Sorel. Un “conflictual reading” per un romanzo di formazione in Enthymema, 21, pp. 134-151
- 2018 Shakespeare e il teatro dell’intelligenza. Dagli errori di Bruto a quelli di René Girard in Metodo, vol. 6, n. 1, pp. 73-98
- 2019 Il desiderio e i suoi destini: dal rapporto ai modi del rapporto, in A. Badiou, Il sesso l’amore (a cura di Federico Leoni e Silvia Lippi), Mimesis, Milano-Udine, pp. 41-52
- 2019 Sade e il desiderio di essere in “aut aut” 3822019 To be and not to be. Hamlet’s Identity, in Enthymema 23, pp. 250-285
- 2019 Heart of Darkness e la teoria lacaniana dei registri in Anglistica pisana, XIV, 1-2 (2017)
- 2019 The Turn of the Screw. A tale that “turns” in Enthymema 24, pp. 43-58

### Articoli di cinema (selezione)
- 2007 I registi sono alleati preziosi. Un'interpretazione di Mulholland Drive di David Lynch, in Segnocinema 144
- 2010 Identità come identificazione (nei film e non negli spettatori), in “Imago”, 2
- 2015 Joe, o le disavventure di una ninfomane (Nymphomaniac di Lars von Trier), in “Segnocinema” 196
- 2018 Non infantilizzate, vi prego, Ingmar Bergman. Desideri senza magia in “Fanny e Alexander” in Segnocinema 214
- 2020 L’arte è un lusso, la fiction una necessità. Žižek e Hitchcock, qualche anno dopo in “Segnocinema” 223-224

### Recensioni
- Niccolò Scaffai, recensione a Che cos'è la teoria della letteratura? Fondamenti e problemi, in Allegoria, n. 55, 2007
- Giuseppe Panella, recensione a Che cos'è la teoria della letteratura? Fondamenti e problemi, in Ermeneutica letteraria n. 3, 2007
- Elio Franzini, recensione a La ragione flessibile, in “Enthymema”, n. IX, pp. 412-414, 2013
- Gianfranco Dalmasso, recensione a La ragione flessibile, in “Rivista di Filosofia Neo-Scolastica”, 1, pp. 240-245, 2016
- Marco Camello, recensione a La prova non-ontologica, in “Enthymema”, n. XXV, pp.703-707, 2020
- Massimo Stella, recensione a La prova non-ontologica, in “Annali di Ca' Foscari. Serie occidentale”, vol. 54 - Settembre 2020, pp. 291 - 295
- Andrea Nicolini, recensione a La prova non-ontologica, in “Agalma”, vol. 40 - Aprile 2021, pp. 145 - 146